# São José do Inhacorá
São José do Inhacorá is een gemeente in de Braziliaanse deelstaat Rio Grande do Sul. De gemeente telt 2.122 inwoners (schatting 2009).

## Aangrenzende gemeenten
De gemeente grenst aan Alegria, Boa Vista do Buricá, São Martinho en Três de Maio.